# Liste des ambassadeurs des États-Unis en Guinée
L’ambassadeur des États-Unis en Guinée est le représentant officiel du gouvernement des États-Unis auprès du gouvernement de la Guinée . Ceci est une liste des ambassadeurs des États-Unis en Guinée. 

## Ambassadeurs
| Portrait | Representative            | Title                                          | Présentation des accréditations | Fin de mission    | Nommé par            |
| -------- | ------------------------- | ---------------------------------------------- | ------------------------------- | ----------------- | -------------------- |
|          | Robert W. Rinden          | Chargé d'Affaires et intérim                   | 13 février 1959                 | 30 juillet 1959   | Dwight D. Eisenhower |
|          | John H. Morrow            | Ambassadeur extraordinaire et plénipotentiaire | 30 juillet 1959                 | 3 mars 1961       | Dwight D. Eisenhower |
|          | William Attwood           | Ambassadeur extraordinaire et plénipotentiaire | 26 avril 1961                   | 27 mai 1963       | John F. Kennedy      |
|          | James I. Loeb             | Ambassadeur extraordinaire et plénipotentiaire | 21 septembre 1963               | 21 septembre 1965 | John F. Kennedy      |
|          | Robinson McIlvaine        | Ambassadeur extraordinaire et plénipotentiaire | 27 octobre 1966                 | 25 septembre 1969 | Lyndon B. Johnson    |
|          | Albert William Sherer Jr. | Ambassadeur extraordinaire et plénipotentiaire | 31 mars 1970                    | 21 décembre 1971  | Richard Nixon        |
|          | Terence Todman            | Ambassadeur extraordinaire et plénipotentiaire | 26 août 1972                    | 3 janvier 1975    | Richard Nixon        |
|          | William Harrop            | Ambassadeur extraordinaire et plénipotentiaire | 29 mai 1975                     | 15 juillet 1977   | Gerald Ford          |
|          | Oliver Crosby             | Ambassadeur extraordinaire et plénipotentiaire | 9 décembre 1977                 | 1 août 1980       | Jimmy Carter         |
|          | Allen C. Davis            | Ambassadeur extraordinaire et plénipotentiaire | 24 septembre 1980               | 29 mai 1983       | Jimmy Carter         |
|          | James D. Rosenthal        | Ambassadeur extraordinaire et plénipotentiaire | 29 juin 1983                    | 6 juillet 1986    | Ronald Reagan        |
|          | William C. Mithoefer      | Chargé d'Affaires et intérim                   | 6 juillet 1986                  | 10 octobre 1987   | Ronald Reagan        |
|          | Samuel E. Lupo            | Ambassadeur extraordinaire et plénipotentiaire | 10 octobre 1987                 | 22 mai 1990       | Ronald Reagan        |
|          | Dane F. Smith             | Ambassadeur extraordinaire et plénipotentiaire | 16 août 1990                    | 21 juillet 1993   | George H. W. Bush    |
|          | Joseph A. Saloom          | Ambassadeur extraordinaire et plénipotentiaire | 9 septembre 1993                | 18 juillet 1996   | Bill Clinton         |
|          | Tibor P. Nagy             | Ambassadeur extraordinaire et plénipotentiaire | 10 octobre 1996                 | 25 juillet 1999   | Bill Clinton         |
|          | Joyce Ellen Leader        | Ambassadeur extraordinaire et plénipotentiaire | 29 septembre 1999               | 7 juillet 2000    | Bill Clinton         |
|          | R Barrie Walkley          | Ambassadeur extraordinaire et plénipotentiaire | 22 novembre 2001                | 10 février 2004   | George W. Bush       |
|          | Jackson McDonald          | Ambassadeur extraordinaire et plénipotentiaire | 29 septembre 2004               | 2 avril 2007      | George W. Bush       |
|          | Phillip Carter            | Ambassadeur extraordinaire et plénipotentiaire | 7 novembre 2007                 | 19 août 2008      | George W. Bush       |
|          | Patricia Moller           | Ambassadeur extraordinaire et plénipotentiaire | 26 mars 2010                    | 12 septembre 2012 | Barack Obama         |
|          | Alexander Mark Laskaris   | Ambassadeur extraordinaire et plénipotentiaire | 28 septembre 2012               | 10 novembre 2015  | Barack Obama         |
|          | Dennis Bruce Hankins      | Ambassadeur extraordinaire et plénipotentiaire | November 25, 2015               | 29 janvier 2019   | Barack Obama         |
|          | Simon Henshaw             | Ambassadeur extraordinaire et plénipotentiaire | 4 mars 2019                     | 9 juin 2020       | Donald Trump         |
|          | Troy Fitrell              | Ambassadeur extraordinaire et plénipotentiaire | 18 décembre 2021                | En cours          | Joe Biden            |

## Voir également
- Relations Guinée - États-Unis
- Relations extérieures de la Guinée
- Ambassadeurs des États-Unis